# Liste der Michigan State Historic Sites im Alpena County

Lage des Alpena Countys in Michigan

Diese Liste der Michigan State Historic Sites im Alpena County nennt alle als Michigan State Historic Site eingestuften historischen Stätten im Alpena County im US-Bundesstaat Michigan. Die mit † markierten Stätten sind gleichzeitig im National Register of Historic Places eingetragen.
| Name                                           | Bild | Lage                                                           | Ort    | Eintrag seit  |
| ---------------------------------------------- | ---- | -------------------------------------------------------------- | ------ | ------------- |
| Alpena City Hall                               |      | 208 First Avenue                                               | Alpena | 17. Jan. 2002 |
| Alpena County Courthouse†                      |      | 720 Chisholm Avenue                                            | Alpena | 23. Okt. 1979 |
| Arbeiter Hall                                  |      | 1224 North Second Avenue                                       | Alpena | 21. Juli 1988 |
| Joseph Bertrand House                          |      | 725 S Third Avenue                                             | Alpena | 15. Feb. 1990 |
| Jesse Besser House                             |      | 232 South First Street                                         | Alpena | 21. Juli 1988 |
| Daniel Carter Family Commemorative Designation |      | 211 First Avenue                                               | Alpena | 20. Juni 1994 |
| First Congregational Church                    |      | 201 Second Avenue                                              | Alpena | 15. Juli 1999 |
| I.O.O.F. Centennial Building                   |      | 150 East Chisholm Street                                       | Alpena | 15. Juni 1979 |
| Michigan′s Cement Industry                     |      | Park an der Ford Avenue östlich von Alpena                     | Alpena | 26. Feb. 1957 |
| Monarch Milling Company                        |      | 633 Campbell Street                                            | Alpena | 30. Mai 1996  |
| George R. Nicholson House                      |      | 422 Washington Avenue                                          | Alpena | 10. Okt. 1989 |
| Saint Bernard Church                           |      | südöstliche Ecke der Kreuzung Fifth Street und Chisholm Street | Alpena | 18. Feb. 1982 |
| Thunder Bay River, Grenze der Zession von 1819 |      | Park an der Alpena Avenue                                      | Alpena | 25. Sep. 1956 |

## Belege
1. ↑  National Register Information System. In: National Register of Historic Places. National Park Service, abgerufen am 13. März 2009 (englisch).